# Flash and the Pan
Flash and the Pan was een Australische newwaveband, die eind jaren zeventig door twee leden van The Easybeats opgericht werd, George Young en Harry Vanda.
Nadat The Easybeats in 1969 uit elkaar waren gegaan, ontpopten Young en Vanda zich tot een invloedrijk team van producers. Zij werkten voor onder andere AC/DC (de band van Malcolm en Angus Young, jongere broers van George Young) en John Paul Young. Young en Vanda schreven songs voor deze artiesten, en begonnen vanaf de late jaren zeventig onder de naam Flash and the Pan ook zelf nummers te maken. Met wisselend succes bleef dit duo vervolgens als band actief gedurende de late jaren tachtig en vroege jaren negentig jaren: enkele van hun nummers verwierven enige bekendheid, zoals 'Hey, St. Peter', 'Down Among The Dead Men' en vooral 'Waiting for a Train', dat in 1983 hun grootste hit werd, met een zevende plaats in de Britse hitparade.
Flash and the Pan is muzikaal gezien vooral popmuziek, maar vertoont qua melodische structuur ook wave-invloeden.

## Discografie

### Albums
- 1979 Flash and the Pan
- 1980 Lights in the Night
- 1982 Headlines
- 1983 Pan-orama
- 1984 Early Morning Wake Up Call
- 1987 Nights in France
- 1990 Collection
- 1992 Burning up the Night
- 1996 The Flash and the Pan Hits Collection

### Singles
- 1977 Hey, St. Peter (#7 in de Nationale Hitparade)
- 1978 And the Band Played On (Down Among The Dead Men)
- 1978 The African Shuffle
- 1979 California
- 1980 Media Man
- 1980 Welcome to the Universe
- 1983 Waiting for a Train (#26 in de Nationale Hitparade)
- 1985 Midnight Man (#23 in de Nationale Hitparade)
- 1987 Ayla (#39 in de Nationale Hitparade)

### NPO Radio 2 Top 2000
| Nummer met noteringen in de NPO Radio 2 Top 2000 | '99  | '00 | '01  | '02  | '03 | '04  | '05  | '06  | '07  | '08  | '09  | '10  | '11-'12 | '13  | '14  |
| ------------------------------------------------ | ---- | --- | ---- | ---- | --- | ---- | ---- | ---- | ---- | ---- | ---- | ---- | ------- | ---- | ---- |
| Hey, St. Peter                                   | 1202 | 828 | 1117 | 1140 | 852 | 1270 | 1332 | 1320 | 1612 | 1284 | 1548 | 1677 | -       | 1838 | 1902 |

1. ↑  Een '-' betekent dat het nummer niet was genoteerd en een vetgedrukt getal geeft de hoogste notering aan.
2. ↑  Deze tabel is bijgewerkt tot en met de laatste editie (2024).